# Джоаллін Аршамбо
Джоаллін Аршамбо (нар. 1942) — культурний антрополог, яка має досвід роботи з корінними американцями. Вона є директором Програми американських індіанців Смітсонівського інституту. Народившись у сім'ї батька сіу і матері крик, Аршамбо виховувався в традиціях сіу і є членом постійного скельного племені сіу Північної та Південної Дакоти. Аршамбо зробила великий внесок в антропологію, надавши інсайдерську перспективу у своїх дослідженнях щодо корінних американців.

## Освіта та навчання
Всю освіту вона отримала у Каліфорнійському університеті у Берклі, здобувши ступінь бакалаврки мистецтв у 1970 році, магістерки мистецтв у 1974 році та доктора антропології у 1984 р. Дослідження для її докторської роботи зосереджувалося на церемоніях Галлапа, щорічних туристичних заходах, що проводяться в Галлапі, штат Нью-Мексико, для демонстрації мистецтв корінних американців цього регіону.

## Кар'єра
Аршамбо присвячує своє життя викладанню, дослідженню та адмініструванню програм, що стосуються північноамериканських досліджень. Вона викладала уроки з вивчення корінних американців у численних коледжах та університетах, включаючи: племінний коледж Пайн-Ридж, заповідник Пайн-Ридж, Південна Дакота; Каліфорнійський університет, Берклі; Університет Нью-Мексико; та Університет Джона Гопкінса . Її наукові інтереси зосереджені на кількох міських та резерваційних громадах у певних районах, включаючи використання земель резервування, оцінку стану здоров'я, виразне мистецтво, матеріальну культуру, сучасну рідну культуру та церемонію танцю сонця восьми різних груп рівнин.
Аршамбо працювала професоркою в Університеті Вісконсіна на кафедрі антропології (1983–86). Вона також працювала директором етнічних досліджень Каліфорнійського коледжу мистецтв та ремесел в Окленді, штат Каліфорнія (1978–83).
В даний час вона працює в Смітсонівському інституті на посаді директора програми американських індіанців Національного природничого музею у Вашингтоні, округ Колумбія. Аршамбо почала працювати там у 1986 році. Деякі з її обов'язків у музеї включають збереження та пропаганду мистецтва, культури та політичної антропології корінних американців. Вона виступає в ролі етнічнної провідниці, здійснює нагляд за стажуваннями корінних американців та управляє річним бюджетом програми на суму 110 000 доларів.

## Професійні членства
- Американське етнологічне товариство
- Комісія з перепоховання корінних американців Американської антропологічної асоціації
- Спільний академічний комітет Сенату та адміністрації Каліфорнійського університету з питань залишків скелетів людини
- Американська асоціація антропології
- Національна асоціація антропологів

## Експонати
Аршамбо відповідала за переробку північноамериканських індіанських залів етнології для виставки «Зміна культури в мінливому світі». Вона також підготувала чотири основні експонати: «Рівнинне індіанське мистецтво: зміни та спадкоємність» (1987), «100 років рівнинного індіанського живопису» (1989), «Індіанські кошики та їх творці» (1990) та «Семінол!» (1990). Вона також взяла участь у виставці Південно-Західного музею Лос-Анджелеса, що відбулась у 1992 році «Дідусь, серце наші голоси» в 1992 році.

## Праці
- Traditional Arts (1980)
- Dur Samedi pour Lili (2000)
- Waiting for Winston Elkhart (2013)